# Afonso Freitas
Afonso Freitas, né le 7 avril 2000 à Guimarães au Portugal, est un footballeur portugais qui évolue au poste d'arrière gauche au CD Nacional.

## Biographie

### En club
Né à Guimarães au Portugal, Afonso Freitas est notamment formé par le club local du Vitória SC. Le 9 août 2016, il rejoint la Juventus FC où il est intégré à la Primavera.
Lors de l'été 2018 il fait son retour au Vitória SC. Il devient un membre important de l'équipe B du Vitória lors de la saison 2020-2021. Le club basé à Guimarães décide alors de le prolonger, et le 4 juin 2021 il signe un contrat courant jusqu'en juin 2023.
C'est avec ce club qu'il fait ses débuts en professionnel, lors d'une rencontre de première division portugaise, le 29 août 2022, face au Casa Pia AC de la saison 2022-2023. Il est titularisé et son équipe s'incline (0-1 score final),.
Le 16 juillet 2024, Afonso Freitas rejoint librement le CD Nacional. Il signe un contrat de quatre ans, soit jusqu'en juin 2028.